# Antti Vaheri
Antti Ilmari Vaheri, född 24 september 1938 i Helsingfors, är en finländsk läkare och professor emeritus.
Vaheri blev medicine och kirurgie doktor 1964. Han var 1986–2003 professor i virologi vid Helsingfors universitet och samtidigt bland annat forskarprofessor vid Finlands Akademi och Finlands cancerinstitut. Han har publicerat uppmärksammade vetenskapliga arbeten inom virologi, cellbiologi och experimentell cancerforskning; känd för beskrivningen av fibronektin, ett protein som förekommer på cellernas yta och medverkar till att cellerna häftar vid varandra.
Han erhöll Matti Äyräpää-priset 1985. Han utnämndes till ledamot av Finska Vetenskapsakademien 1985 och erhöll 2010 akademiens stora hederspris.